# Kaschubei

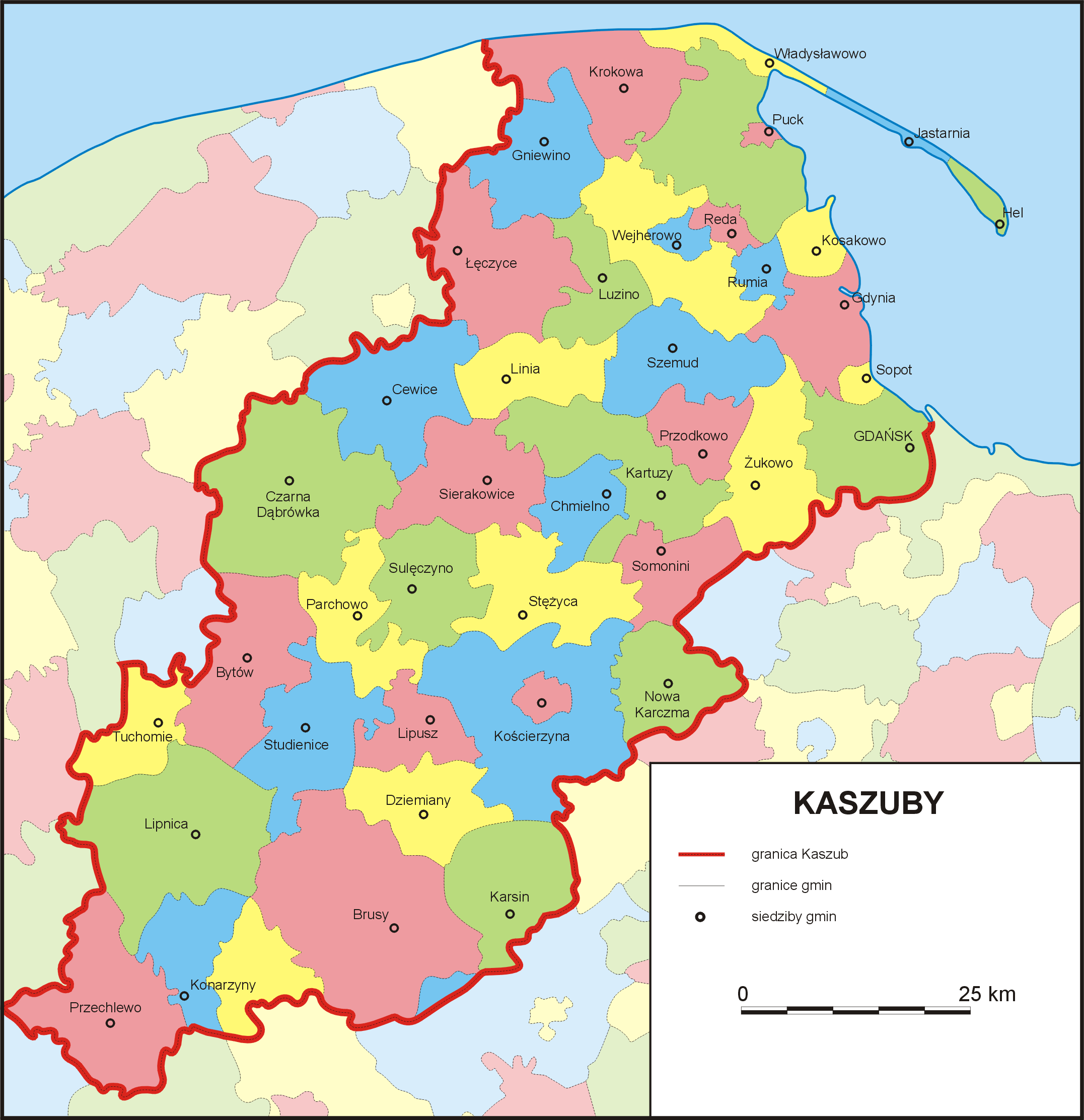
Die Kaschubei (nach Jan Mordawski)

Die Kaschubei (auch Kaschubien; kaschubisch Kaszëbë, Kaszëbskô; polnisch Kaszuby) ist ein Landstrich in Pommerellen in Polen, westlich und südwestlich der Städte Danzig und Gdingen (Gdynia), in dem Kaschubisch gesprochen wird.

## Geographie
Die Kaschubei bildet den östlichsten Teil der Pommerschen Seenplatte auf dem Baltischen Landrücken. Etwa 40 km südwestlich von Danzig erreicht dieser mit 331 m seinen höchsten Punkt im Wieżyca (Turmberg). Er ist der Mittelpunkt der Kaschubischen Schweiz, des schönsten und bekanntesten Teils der Kaschubischen Seenplatte. Die Kaschubei ist ein hochgelegenes Hügelland auf eiszeitlichen Grund- und Endmoränen. Nach Westen fehlt eine scharfe Grenze, sowohl geologisch als auch ethnographisch, im Norden grenzt sie an die Ostsee, im Osten an die Danziger Niederung, und im Süden bilden die sandigen Flächen der Bory Tucholskie (Tucheler Heide) ihren Abschluss. 
Der größte Teil der in der Kaschubei entspringenden Flüsse gehört zum Stromgebiet der Weichsel. Zu ihr strömen die Brda (Brahe) mit ihren Zuflüssen, die Wda (Schwarzwasser), das den großen Wdzydze (Weitsee) entwässert, ferner die Wierzyca (Ferse) mit der Wietcisa (Fietze) und schließlich der Hauptfluss der Kaschubei, die Radunia (Radaune), die das Wasser zahlreicher Seen erst der Motława (Mottlau) und dann der Weichsel zuführt.
In der Kaschubei gibt es mehrere hundert Seen, sie sind meist schmal und langgestreckt.

## Kaschuben

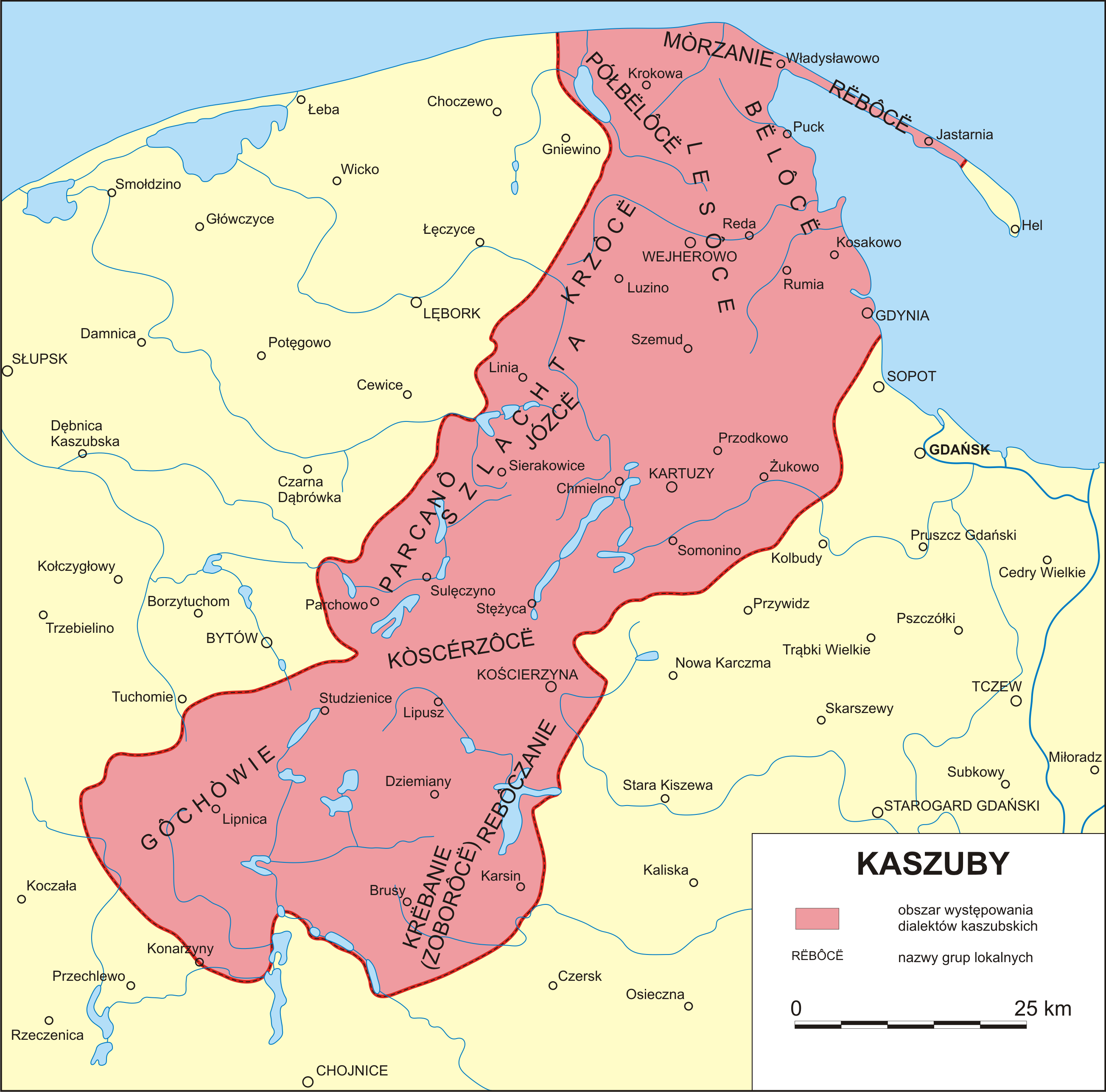
Die Kaschubei als Raum der kaschubischen Dialekte (nach Bernard Sychta)

In seiner Arbeit Geografia współczesnych Kaszub [Geographie der heutigen Kaschubei] (Gdańsk 1999) hat der Danziger Wissenschaftler Jan Modrawski ethnologische Kriterien erstellt, nach denen Gebiete des heutigen Polens als Kaschubei angesehen werden dürfen. Die Bedingung, dass mindestens ein Drittel der Bewohner Kaschuben sind, erfüllen 43 Gemeinden in der Woiwodschaft Pommern. Die Gemeinden (Gmina) befinden sich in den folgenden Powiats (Kreisen; in Klammern die deutschen bzw. kaschubischen Namen):
- Powiat Pucki (Powiat Putzig, kaschubisch Pùcczi kréz): 
  - Stadt Hel (Hela, kaschubisch Hél)
  - Gmina Jastarnia (Heisternest, kaschubisch Jastarniô)
  - Stadt und Gmina Puck (Putzig, kaschubisch Pùck)
  - Gmina Władysławowo (Großendorf, kaschubisch Wiôlgô Wies)
  - Gmina Kosakowo (Kossakau, kaschubisch Kòsôkòwò)
  - Gmina Krokowa (Krockow, kaschubisch Krokòwa)

- Powiat Wejherowski (Powiat Neustadt, kaschubisch Wejrowsczi kréz): 
  - Stadt Reda (Rheda, kaschubisch Réda)
  - Stadt Rumia (Rahmel, kaschubisch Rëmiô)
  - Stadt und Gmina Wejherowo (Neustadt in Westpreußen, kaschubisch Wejrowò)
  - Teil der Gmina Choczewo (Chottschow, 1938–1945 Gotendorf, kaschubisch Chòczewò)
  - Gmina Gniewino (Gnewin, kaschubisch Gniéwino)
  - Gmina Linia (Linde, kaschubisch Lëniô)
  - Gmina Luzino (Lusin, kaschubisch Lëzëno)
  - Gmina Łęczyce (Lanz, Kreis Lauenburg/Pommern, kaschubisch Łãczëce)
  - Gmina Szemud (Schönwalde, kaschubisch Szëmôłd)

- Powiat Lęborski (Powiat Lauenburg i. Pom., kaschubisch Lãbòrsczi kréz): 
  - Teil der Gmina Cewice (Zewitz, kaschubisch Céwice)

- Powiat Bytowski (Powiat Bütow, kaschubisch Bëtowsczi kréz): 
  - Stadt und Gmina Bytów (Bütow, kaschubisch Bëtowò)
  - Gmina Czarna Dąbrówka (Schwarz Damerkow, kaschubisch Czôrnô Dąbrówka)
  - Gmina Lipnica (Liepnitz, kaschubisch Lëpińce)
  - Gmina Parchowo (Parchau, kaschubisch Parchòwò)
  - Gmina Tuchomie (Groß Tuchen, kaschubisch Tëchómie)

- Powiat Kartuski (Powiat Karthaus, kaschubisch Kartësczi kréz): 
  - Stadt und Gmina Kartuzy (Karthaus, kaschubisch Kartuzë)
  - Stadt und Gmina Żukowo (Zuckau, kaschubisch Żukòwò)
  - Gmina Chmielno (Chmelno, kaschubisch Chmielno)
  - Gmina Przodkowo (Seefeld, kaschubisch Przedkòwò)
  - Gmina Sulęczyno (Sullenschin, kaschubisch Sëlëczëno)
  - Gmina Sierakowice (Sierakowitz, kaschubisch Sërakòjce)
  - Gmina Somonino (Semlin, kaschubisch Somònino)
  - Gmina Stężyca (Stendsitz, kaschubisch Stãżëca)

- Powiat Kościerski (Powiat Berent, kaschubisch Kòscérsczi kréz): 
  - Stadt und Gmina Kościerzyna (Berent, kaschubisch Kòscérzna)
  - Gmina Dziemiany (Dzimianen, kaschubisch Dzemiónë)
  - Teil der Gmina Karsin (Karschin, kaschubisch Kôrsëno)
  - Gmina Lipusz (Lippusch, kaschubisch Lëpùsz)
  - Teil der Gmina Nowa Karczma (Neukrug, kaschubisch Nowô Karczma)

- Powiat Chojnicki (Powiat Konitz, kaschubisch Chònicczi kréz): 
  - Stadt und Gmina Brusy (Bruß, kaschubisch Brusë)
  - Nördlicher Teil der Gmina Chojnice (Konitz, kaschubisch Chònice)
  - Gmina Konarzyny (Groß Konarczyn, kaschubisch Kònôrzënë)

- Powiat Człuchowski (Powiat Schlochau, kaschubisch Człëchòwsczi kréz): 
  - Teil der Gmina Przechlewo (Prechlau, kaschubisch Przechlewò)

- Städte, in denen ungefähr 70.000 Kaschuben leben: 
  - Gdańsk (Danzig, kaschubisch Gduńsk) (mit Ausnahme des östlichen Teils)
  - Gdynia (Gdingen, kaschubisch Gdiniô)
  - Sopot (Zoppot, kaschubisch Sopòt)

Innerhalb so bemessener Grenzen beträgt das Gebiet der Kaschubei annähernd 6.200 km².
Aufnahme in die Weltliteratur fand die Kaschubei in Die Blechtrommel von Günter Grass. Werner Bergengruen hat das Kaschubenland in seinem Gedicht Kaschubisches Weihnachtslied verewigt.

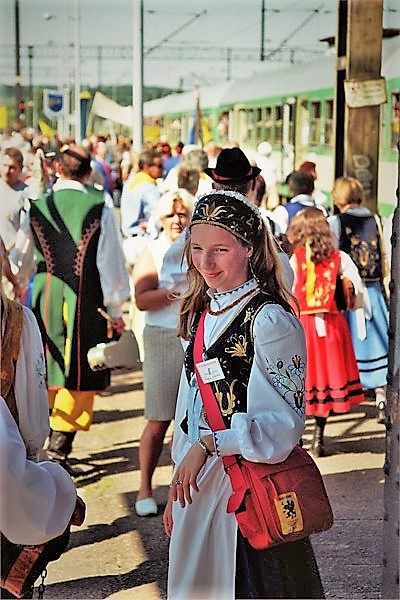
Trachten
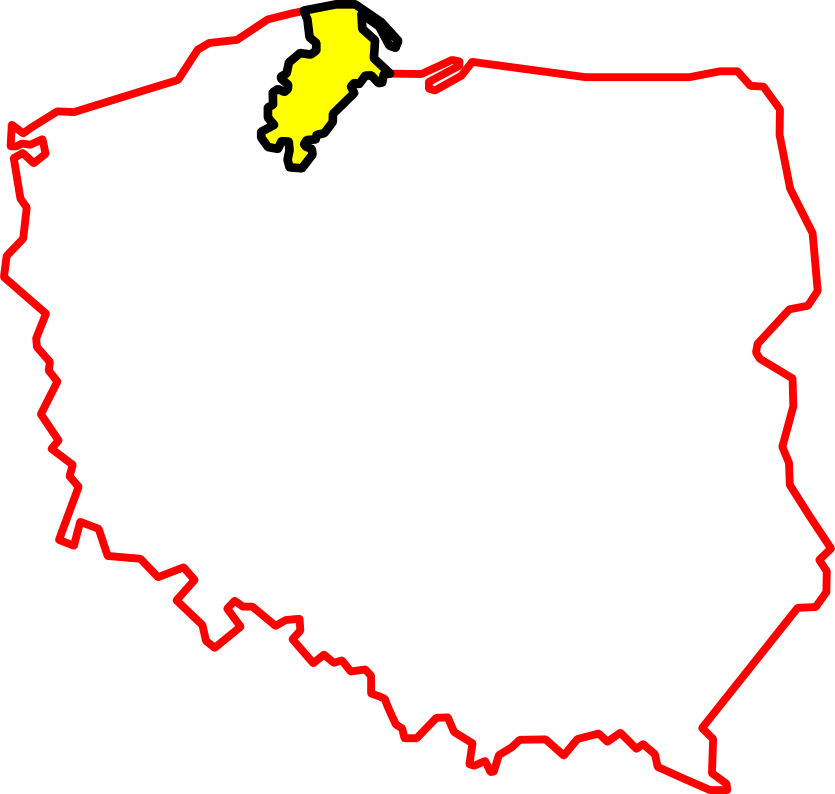
Lage der Kaschubei
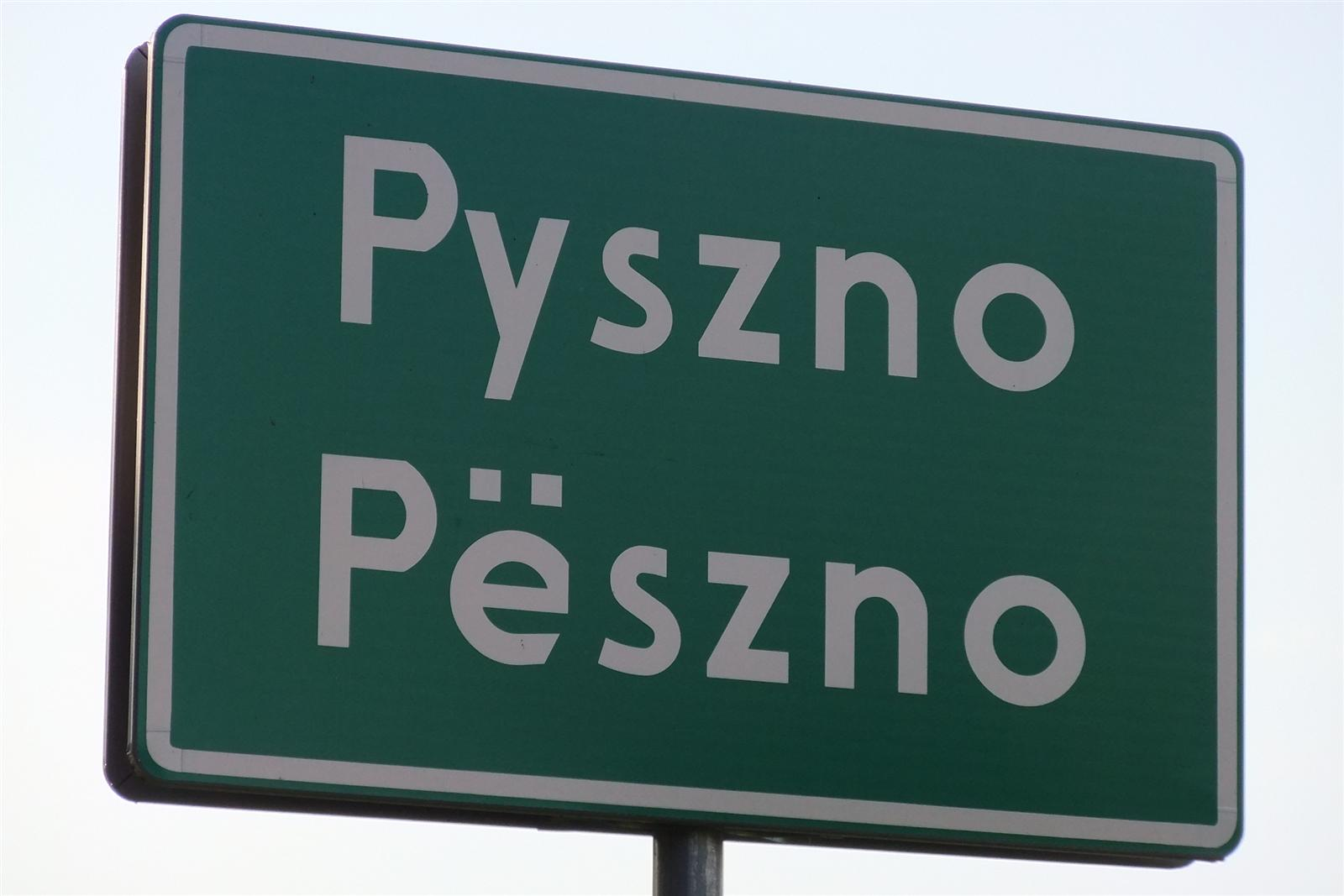
Ortsschild